# Lisa Schoeneberg
Lisa Schoeneberg (* 29. September 1957 in Poynette, Wisconsin) ist eine US-amerikanische Curlerin.
Ihr internationales Debüt hatte Schoeneberg 1988 als Skip bei den Olympischen Winterspielen 1988 in Calgary, sie blieb aber ohne Medaille. 1992 gewann sie bei der Weltmeisterschaft in Garmisch-Partenkirchen mit der Silbermedaille ihr erstes Edelmetall.
Schoeneberg spielte als Skip der US-amerikanischen Mannschaft bei den XVIII. Olympischen Winterspielen in Nagano im Curling. Die Mannschaft belegte den fünften Platz.

## Erfolge
- 2. Platz Weltmeisterschaft 1992, 1996